# Mansôa
Mansôa là một thị trấn nằm ở Oio, Guinea-Bissau. Thị trấn có dân số hơn bảy ngàn người vào năm 2008. Tiếng Sua được nói tại đây.